# Gà hong gió

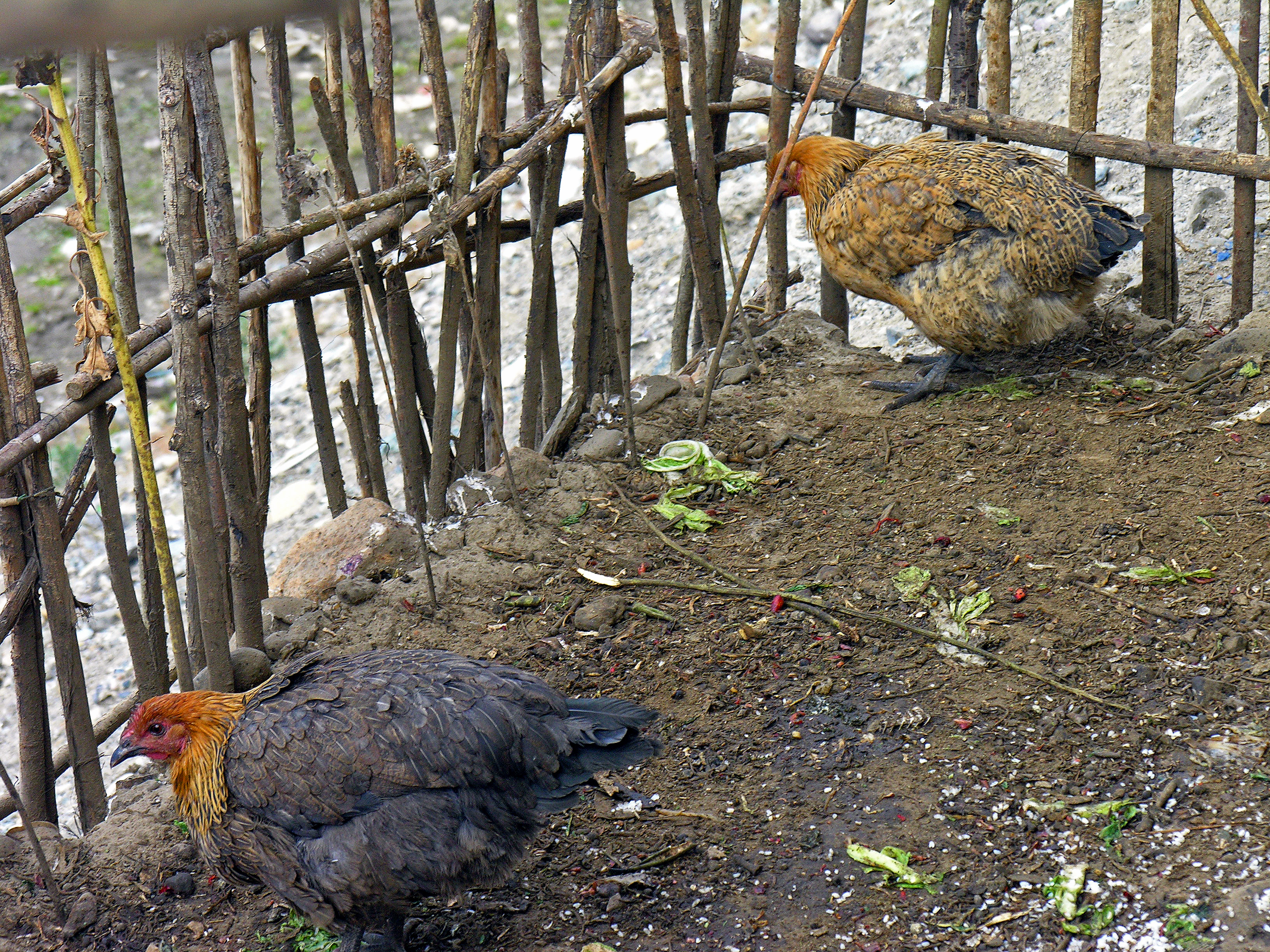
Những con gà mái ở Tây Tạng

Gà hong gió (tiếng Trung: 风干鸡 (chữ Hán giản thể)／風乾雞 (chữ Hán phồn thể); phanh âm: fēnggānjī; âm Hán Việt: phong can kê) là một món ăn từ gà có nguồn gốc từ Tây Tạng. Đây là một món ăn có cách chế biến khá tàn nhẫn gây ra sự hành hạ thể xác những con gà cho đến chết nhưng là món ăn nổi tiếng của người Tây Tạng. Cùng với óc khỉ, rùa hầm và lừa tùng xẻo, gà hong gió được xếp vào danh sách bốn món ăn rùng rợn trong văn hoá của người dân đất nước này và bị nhiều tổ chức bảo vệ động vật lên tiếng.

## Chế biến
Để làm món ăn nhất thiết phải có ba yếu tố một con gà sống, một con dao thật sắc nhọn, và một đầu bếp lành nghề, có tay nghề và một trái tim tàn nhẫn. Đầu tiên người đầu bếp sẽ mổ phanh con gà còn sống, khi nó còn nguyên lông và đang sống, lấy hết phần bên trong của nó, sau đó lôi toàn bộ lòng mề để tạo thành khoang rỗng trong bụng gà. Tiếp đó, chà xát các loại nước sốt, gia vị, thảo mộc cùng một số nguyên liệu bí mật đã được chuẩn bị sẵn vào bên trong con vật và nhét một hỗn hợp gồm nước sốt, gia vị, thảo mộc vào trong con vật.
Tiếp sau đó, bụng gà sẽ được khâu lại và buộc chân treo ngược lên hong gió cho đến khô lại và trở thành món ăn. Những con gà cứ thế run rẩy và cảm tưởng như đang chịu từng cơn đau gặm nhấm cho đến khi kiệt sức rồi chết đi. Những động tác này cần phải làm với tốc độ cao để đảm bảo con gà còn sống, nhờ thế giữ được độ tươi nhất.
Sự đau đớn tột cùng sẽ gặm nhấm con vật cho tới khi chúng từ từ chết đi. Những con gà treo ngược trong tình trạng vẫn còn thoi thóp. Người chế biến món ăn phải có một trái tim lạnh lùng, vô cảm để bình tĩnh trước cảnh máu me rùng rợn và tiếng kêu đáng thương của bầy gà. Phải luôn giữ cho con gà còn sống trong quá trình chế biến. Nhiều người yếu tim khi chứng kiến cảnh tượng hàng trăm con gà "rên rỉ" vì đau đớn. Cứ như vậy, đàn gà được treo trong nắng, gió cho tới khi thịt chúng khô lại và trở thành món ăn.